# La Petite Dorrit (film, 1987)
Cet article concerne le film. Pour le roman de Charles Dickens, voir La Petite Dorrit.
Pour plus de détails, voir Fiche technique et Distribution.
La Petite Dorrit (Little Dorrit) est un film britannique réalisé par Christine Edzard (en) d'après le roman de Charles Dickens La Petite Dorrit et sorti en 1987.

## Synopsis
Le film est présenté en deux parties. Dans la première, sous-titrée "La faute à personne" (une allusion à un des titres auxquels avait pensé Dickens pour le roman), l'histoire est présentée en fonction du personnage d'Arthur Clennam. La seconde, sous-titrée "L'histoire de la petite Dorrit", reprend une grande partie des mêmes événements, mais cette fois selon le point de vue de l'héroïne.

## Fiche technique
- Titre original : Little Dorrit
- Titre français : La Petite Dorrit
- Réalisation : Christine Edzard (en)
- Scénario : Christine Edzard (en) d'après La Petite Dorrit de Charles Dickens
- Décors : John McMillan, Neale Brown, John Tyson, Ronnie Barlow, Bill Reid, Richard Feroze
- Costumes : Joyce Carter, Danielle Garderes, Claudie Gastine, Judith Loom, Sally Neale, Jackie Smith, Barbara Sonnex
- Photographie : Bruno de Keyzer
- Son : Godfrey Kirby, St. Clair Davis, Geoffrey Simm
- Montage : Olivier Stockman, Fraser MacLean
- Musique : Giuseppe Verdi
- Production : John Brabourne et Richard B. Goodwin
- Sociétés de production : Sands Films (en), Cannon Screen Entertainment
- Société de distribution : Cannon Film Distributors
- Pays d'origine :  Royaume-Uni
- Langue originale : anglais
- Format : couleur (Technicolor) — 35 mm — 1,78:1 — son Mono
- Genre : Drame
- Durée : 360 minutes
- Dates de sortie : 
  -  Royaume-Uni : 11 décembre 1987
  -  États-Unis : 21 octobre 1988

## Distribution
- Derek Jacobi : Arthur Clennam
- Joan Greenwood : Mrs Clennam
- Max Wall : Flintwinch
- Patricia Hayes : Affery
- Luke Duckett : Jeune Arthur
- Alec Guinness : William Dorrit
- Cyril Cusack : Frederick Dorrit
- Sarah Pickering : Petite Dorrit
- Amelda Brown : Fanny Dorrit
- Miriam Margolyes : Flora Finching
- Stuart Burge : Head
- David Doyle : Pepper
- David Thewlis : George Braddle
- Gerald Campion : M. Tetterby
- Murray Melvin : le maître de danse
- Richard Cubison : l'ami de M Simpson
- Roshan Seth : M. Pancks
- Tony Jay : le Docteur
- John McEnery : Capitaine Hopkins
- Peter Miles : M. Dubbin
- Robert Morley : Lord Decimus Barnacle
- Alan Bennett : l'évêque
- Brenda Bruce : Duchesse
- Nadia Chambers : Agnès
- Heathcote Williams : Dr Haggage
- Edward Burnham : Daniel Doyce

## Nominations
- BAFTA 1988 : 
  - Christine Edzard pour le BAFA du meilleur scénario adapté
  - Joyce Carter, Danielle Garderes, Claudie Gastine, Judith Loom, Sally Neale, Jackie Smith, Barbara Sonnex pour le BAFA des meilleurs costumes
- Oscars 1989 : 
  - Alec Guinness pour l'Oscar du meilleur acteur dans un second rôle
  - Christine Edzard pour l'Oscar du meilleur scénario adapté
- Golden Globes 1989 : Alec Guinness pour le Golden Globe du meilleur acteur dans un second rôle